# Londonderry
Londonderry neboli Derry (irsky Doire nebo Doire Cholm Chille) je druhé největší město v Severním Irsku, nacházející se ve stejnojmenném hrabství. Staré Londonderry leží na západním břehu řeky Foyle, dnešní město leží na obou březích (Cityside na západním a Waterside na východním). Obě části jsou spojeny dvěma mosty. Na jihovýchodě město přechází do venkovských zemědělských oblastí. Ve městě žije přibližně 85 tisíc obyvatel. Celá Derry Urban Area (zahrnující Culmore, New Buildings and Strathfoyle) má však 90 663 obyvatel, čímž je druhým největším městem Severního Irska a čtvrtým největším městem v Irsku. Je jedním z mála takto velkých měst v Evropě, jež nemá porušen systém hradeb.
Leží blízko hranic s Irskou republikou, je metropolí západního Ulsteru včetně hrabství Donegal a západní části hrabství Londonderry. Součástí města je letiště i přístav.

## Historie

### Název města

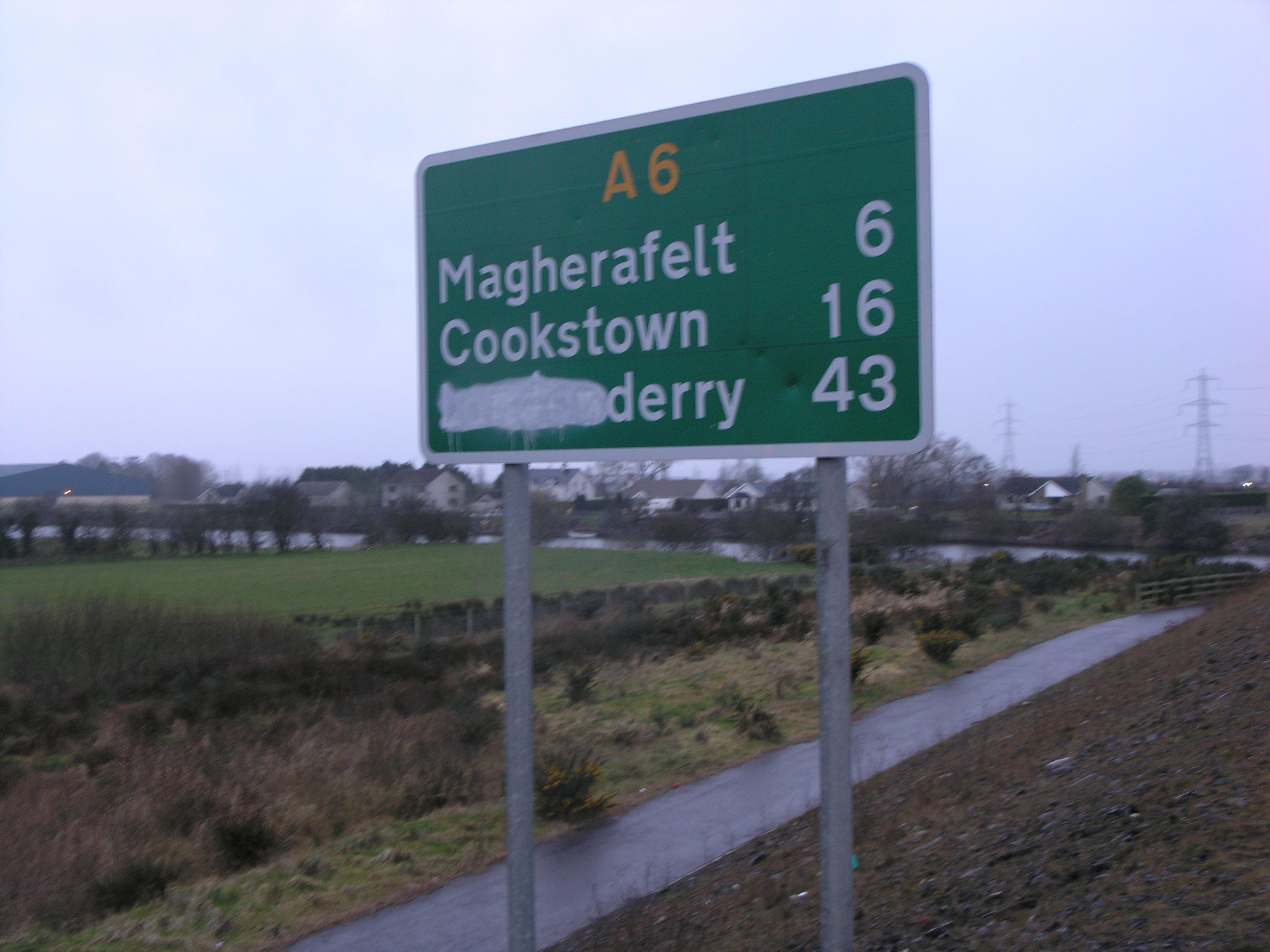
Silniční ukazatel se škrtnutým názvem Londonderry

Název „Londonderry“ byl vytvořen v 17. století z popudu anglického krále Jakuba I. přidáním jména Londýna „London“ k původnímu irskému názvu města „Derry“. Spor o název města je od 20. století předmětem konfliktu mezi irskými nacionalisty a unionisty. Zatímco se město oficiálně prezentuje jako Londonderry, Irové běžně používají název Derry a toto jméno se objevuje i v některých oficiálních lokálních názvech, jako například Derry and Strabane District (okres Derry a Strabane).

### Krvavá neděle
V neděli 30. ledna 1972 se město stalo dějištěm události, která vešla ve známost jako Krvavá neděle. Během tohoto masakru příslušníci 1. výsadkového praporu Britské armády zmasakrovali účastníky mírumilovného pochodu. Bylo zabito 14 lidí a dalších 13 bylo zraněno. Tato událost ještě více rozvířila vztahy mezi protestanty a katolíky.

## Fotogalerie

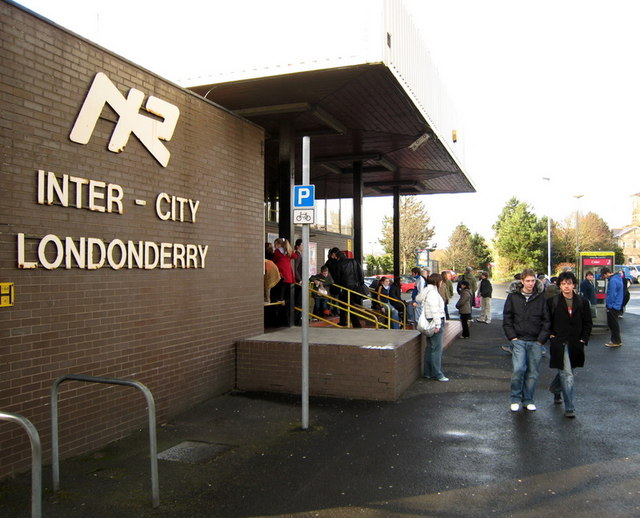
Stanice Severoirských železnic
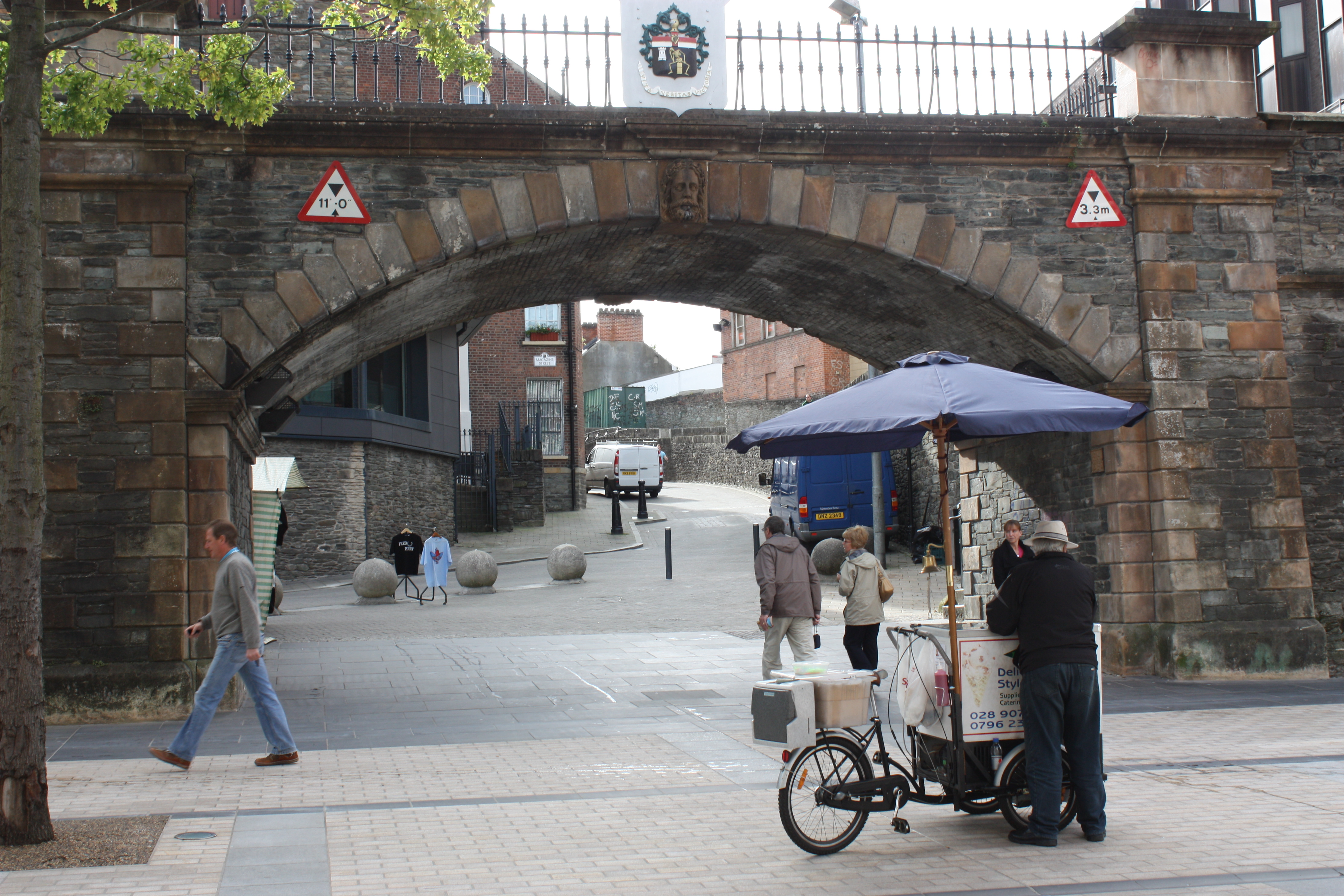
Hradby v Derry – Magazine Gate
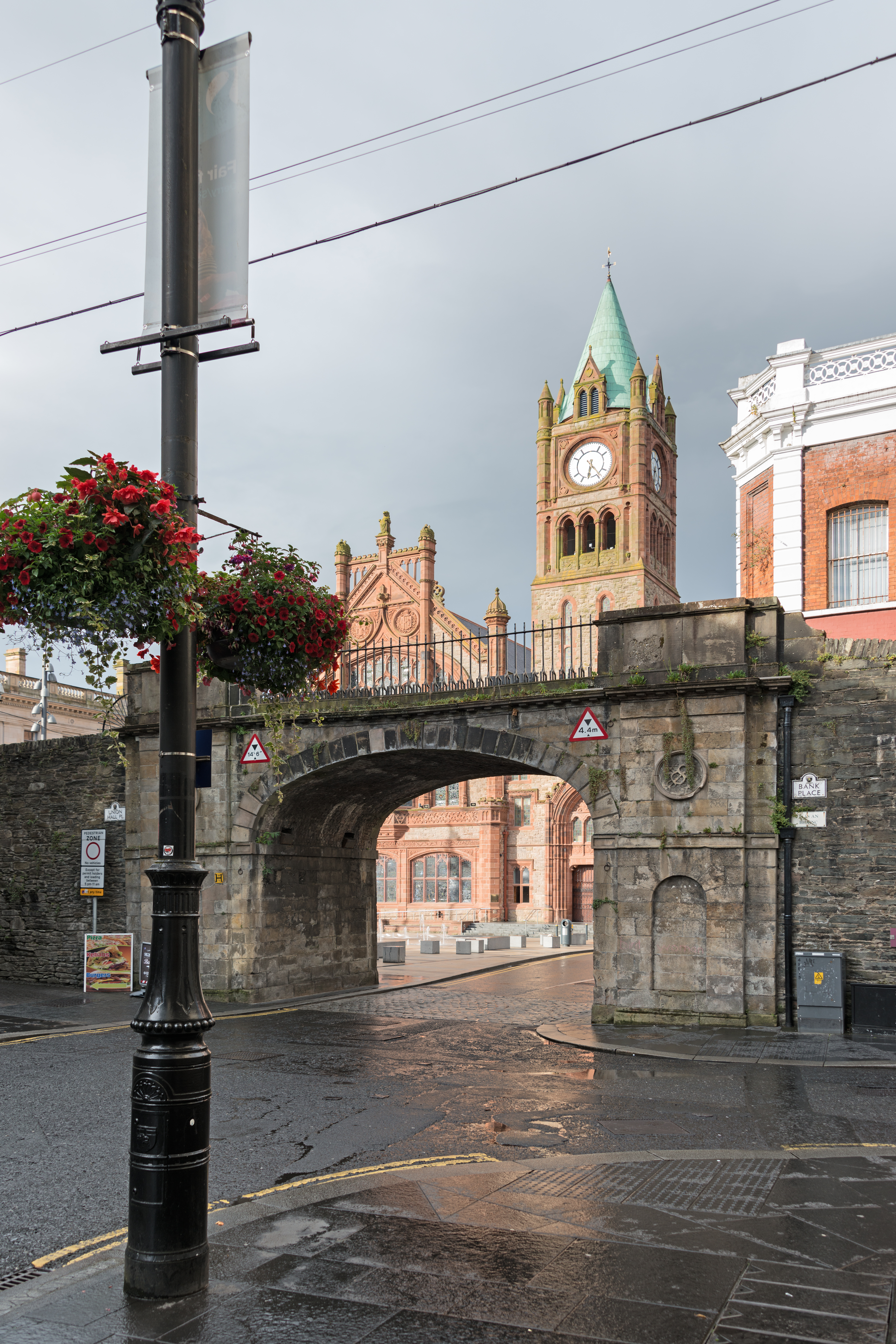
Shipquay Gate
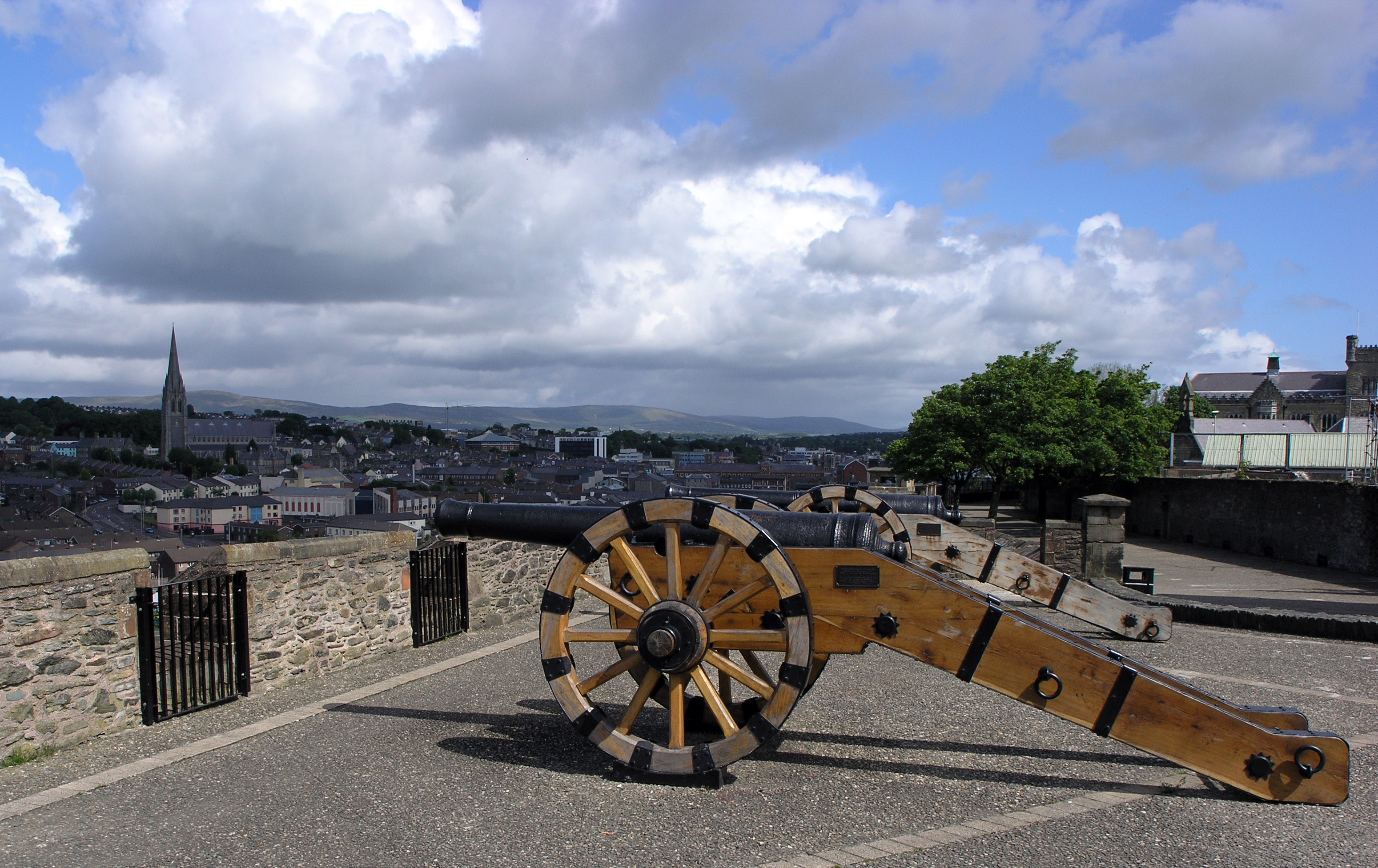
Městské hradby v Derry
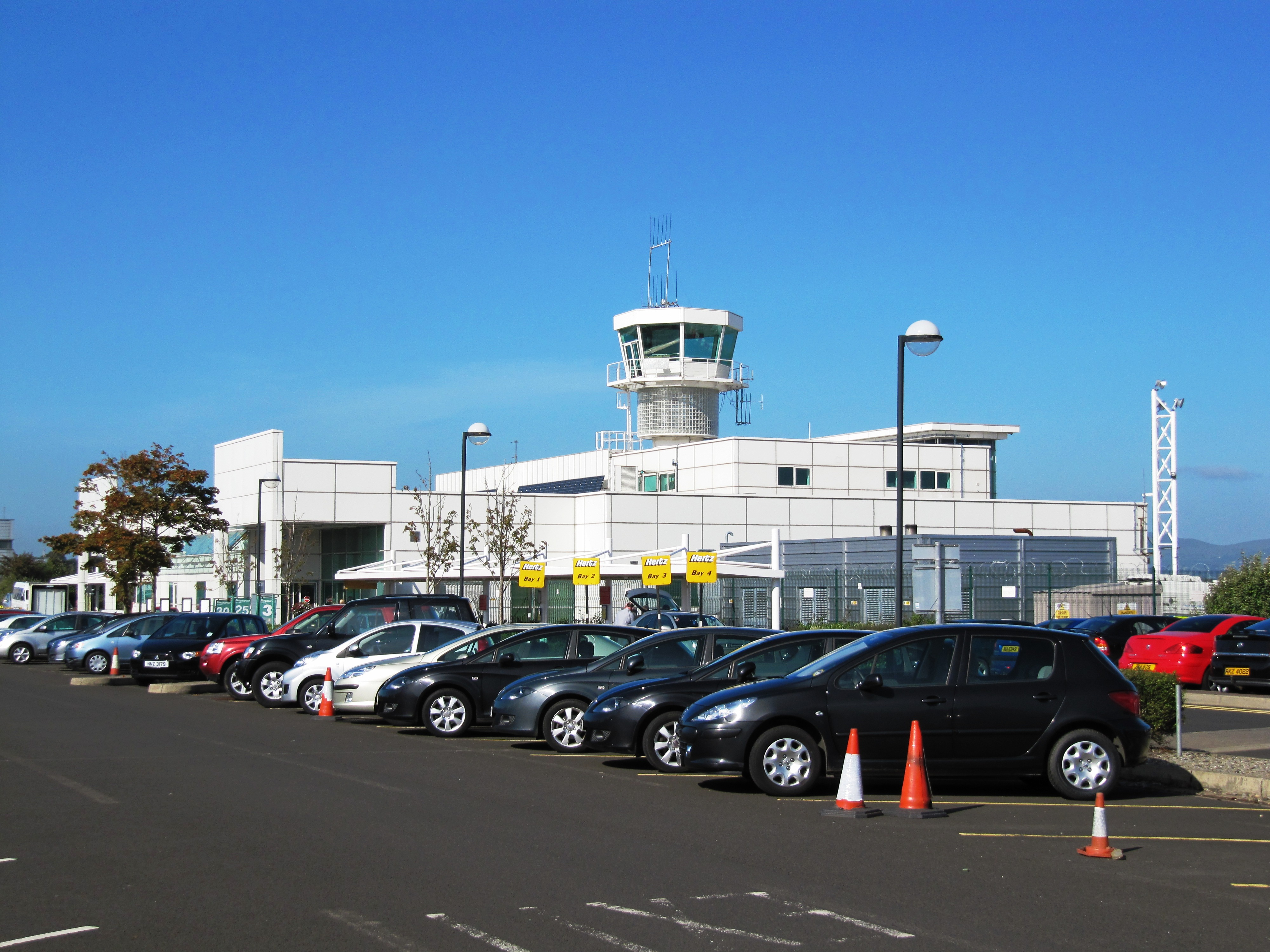
City of Derry Airport
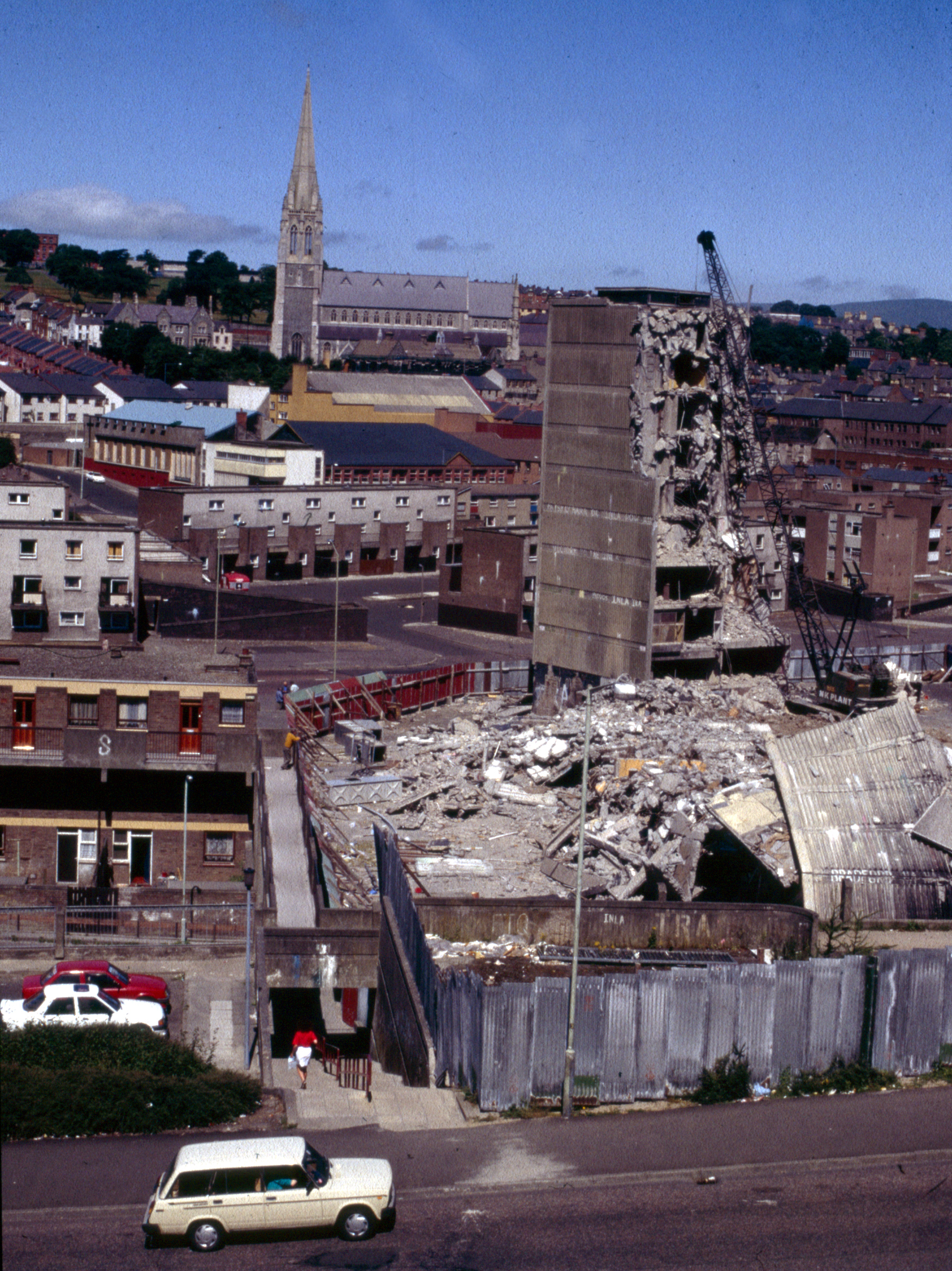
1989
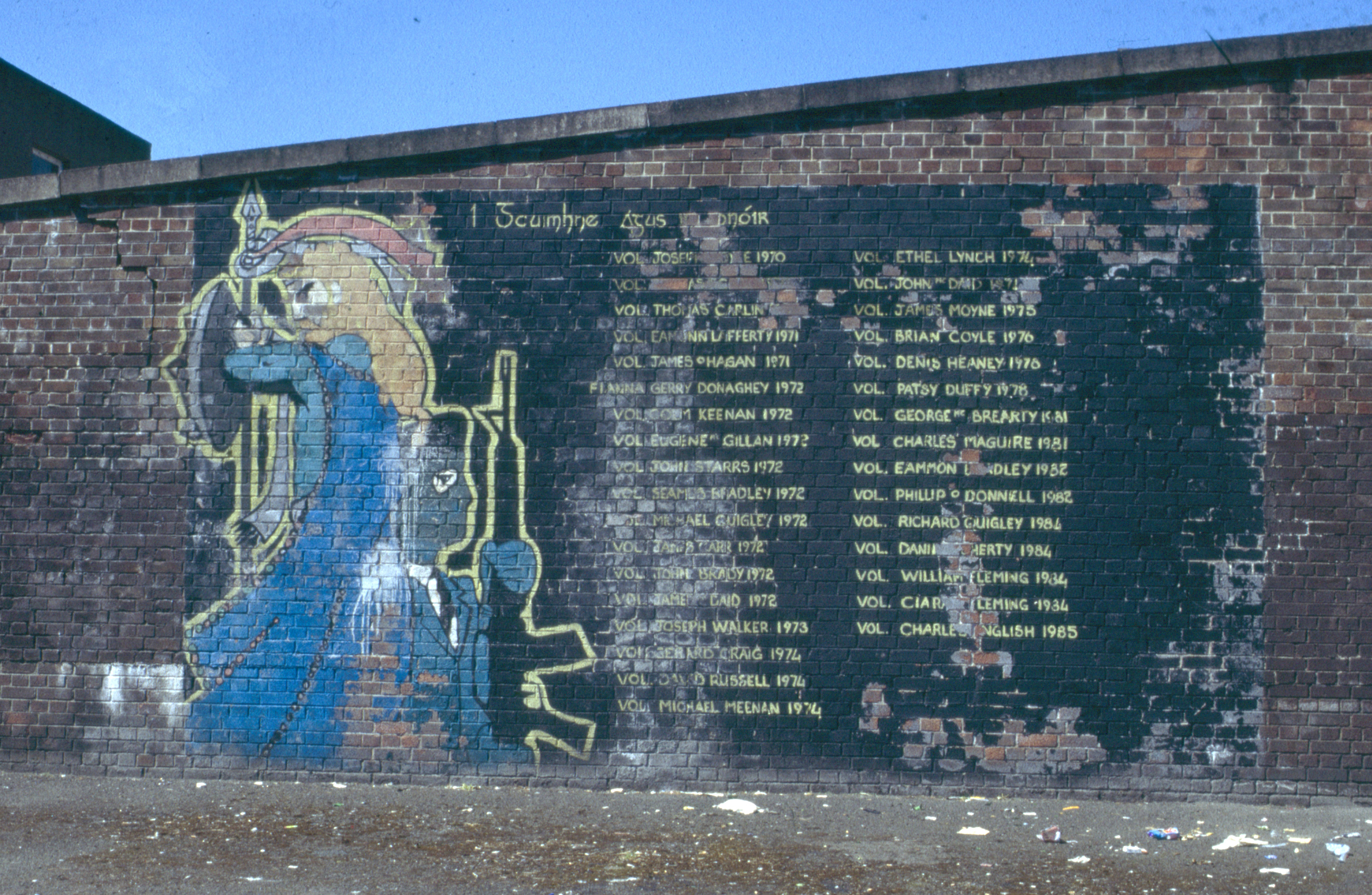
1989